# Popof
Alexandre Paounov, bedre kendt som Popof er en techno-producer/dj fra Frankrig.